# Fathy El Gharbawy
Fathy Ebraim El Gharbawy, in arabo فتحي الغرباوي‎?, Fatahaa 'Iibrahim Algharbawaa (Il Cairo, 5 agosto 1949), è un attore e regista egiziano naturalizzato italiano.

## Biografia
Nato in un quartiere povero del Cairo il 5 agosto 1949, conosce il mondo del cinema fin da giovanissimo grazie a uno zio, direttore del casting.  Durante la giovinezza intraprende la carriera di pugile: a 17 anni vince il premio "Campione dei pesi leggeri" e, dopo il servizio militare, si trasferisce a Milano per continuare l'attività sportiva alla palestra Doria, sotto la guida del maestro Ottavio Tazzi che, nello stesso tempo, allena il campione dei pesi medi Rocky Mattioli.

Fathy El Gharbawy durante la carriera da pugile.

Dopo un combattimento a Laveno fa la conoscenza di Giuseppe Nava, direttore dei fotoromanzi della rivista Grand Hotel, che lo scrittura e lo introduce nel mondo dello spettacolo e della pubblicità. Nel 1994 entra nel mondo del cinema interpretando un piccolo ruolo nel film di Carlo Vanzina S.P.Q.R. - 2000 e ½ anni fa. Successivamente veste i panni di un autista in Il paziente inglese di Anthony Minghella e quelli di un boss mafioso in Tre punto sei di Nicola Rondolino. Prenderà parte anche ad alcune fiction televisive italiane quali Incantesimo, Grandi domani, R.I.S. - Delitti imperfetti (4ª stagione), Fratelli Benvenuti con Massimo Boldi e in Nassiryia - Per non dimenticare di Michele Soavi, miniserie ispirata agli attentati di Nasiriyya del 2003.
Nel 2014 l'attore egiziano è passato dall'altro lato della macchina da presa per girare il suo film Viaggio a metà.
Vive a Rimini e ha fondato la sua società di produzione cinematografica El Gharbawy Film S.r.l..

## Filmografia

### Cinema
- S.P.Q.R. - 2000 e ½ anni fa, regia di Carlo Vanzina (1994)
- Il paziente inglese, regia di Anthony Minghella (1996)
- Tre punto sei, regia di Nicola Rondolino (2002)

### Televisione
- Incantesimo, regia di Cane e Leandro Castellani - serie TV (2002)
- Grandi domani, regia di Vincenzo Terracciano - serie TV (2005)
- Nassiriya - Per non dimenticare, regia di Michele Soavi - miniserie TV (2006)
- R.I.S. 4 - Delitti imperfetti, regia di Pier Belloni - serie TV, episodio 4x04 (2008)
- Fratelli Benvenuti, regia di Paolo Costella - serie TV (2010)
- Per amore - per amicizia

### Cortometraggi
- K.O., regia di Michele Rovini (2002)

## Doppiaggio
È doppiatore di film e spettacoli in lingua araba. È doppiatore di Massimo Dapporto per i Paesi arabi.